# China Open 2014
Il China Open 2014 è stato un torneo di tennis giocato sui campi di cemento all'aperto. È stata la 16ª edizione del torneo maschile, che appartiene al circuito ATP World Tour 500 series nell'ambito dell'ATP World Tour 2014, e la 18ª del torneo femminile facente parte della categoria Premier nell'ambito del WTA Tour 2014. Sia gli incontri maschili che quelli femminili si sono giocati all'Olympic Green Tennis Center di Pechino, Cina, dal 29 settembre al 5 ottobre 2014.

## Partecipanti ATP

### Teste di serie
| Nazionalità | Giocatore       | Ranking* | Testa di serie |
| ----------- | --------------- | -------- | -------------- |
| Serbia      | Novak Đoković   | 1        | 1              |
| Spagna      | Rafael Nadal    | 2        | 2              |
| Rep. Ceca   | Tomáš Berdych   | 7        | 3              |
| Croazia     | Marin Čilić     | 9        | 4              |
| Bulgaria    | Grigor Dimitrov | 10       | 5              |
| Regno Unito | Andy Murray     | 11       | 6              |
| Lettonia    | Ernests Gulbis  | 13       | 7              |
| Stati Uniti | John Isner      | 15       | 8              |

* Le teste di serie sono basate sul ranking al 22 settembre 2014.

### Altri partecipanti
I seguenti giocatori hanno ricevuto una wildcard per il tabellone principale:
- Bai Yan
- Feliciano López
- Andy Murray
- Viktor Troicki

I seguenti giocatori sono passati dalle qualificazioni:

- Tejmuraz Gabašvili
- Martin Kližan
- Peter Gojowczyk
- Michail Kukuškin

## Partecipanti WTA

### Teste di serie
| Nazionalità | Giocatrice          | Ranking* | Testa di serie |
| ----------- | ------------------- | -------- | -------------- |
| Stati Uniti | Serena Williams     | 1        | 1              |
| Romania     | Simona Halep        | 2        | 2              |
| Rep. Ceca   | Petra Kvitová       | 3        | 3              |
| Russia      | Marija Šarapova     | 4        | 4              |
| Polonia     | Agnieszka Radwańska | 6        | 5              |
| Danimarca   | Caroline Wozniacki  | 7        | 6              |
| Germania    | Angelique Kerber    | 8        | 7              |
| Canada      | Eugenie Bouchard    | 9        | 8              |
| Serbia      | Ana Ivanović        | 10       | 9              |
| Serbia      | Jelena Janković     | 11       | 10             |
| Italia      | Sara Errani         | 12       | 11             |
| Russia      | Ekaterina Makarova  | 14       | 12             |
| Rep. Ceca   | Lucie Šafářová      | 15       | 13             |
| Italia      | Flavia Pennetta     | 16       | 14             |
| Germania    | Andrea Petković     | 17       | 15             |
| Stati Uniti | Venus Williams      | 18       | 16             |

* Le teste di serie sono basate sul ranking al 22 settembre 2014.

### Altre partecipanti
Le seguenti giocatrici hanno ricevuto una wildcard per il tabellone principale:
- Marija Kirilenko
- Francesca Schiavone
- Xu Shilin
- Zhang Kailin
- Zhu Lin

Le seguenti giocatrici sono passate dalle qualificazioni:

- Belinda Bencic
- Sílvia Soler Espinosa
- Monica Niculescu
- Cvetana Pironkova
- Mona Barthel
- Xu Yifan
- Polona Hercog
- Bethanie Mattek-Sands

## Campioni

### Singolare maschile
Novak Đoković ha sconfitto in finale  Tomáš Berdych per 6–0, 6–2.
- È il quarantaseiesimo titolo per Đoković, il quinto del 2014 e il quinto in carriera a Pechino.

### Singolare femminile
Marija Šarapova ha sconfitto in finale  Petra Kvitová per 6–4, 2–6, 6–3.
- È il trentatreesimo titolo in carriera per la Šarapova, il quarto del 2014.

### Doppio maschile
Jean-Julien Rojer /  Horia Tecău hanno sconfitto in finale  Julien Benneteau /  Vasek Pospisil per 6(6)–7, 7–5, [10–5].

### Doppio femminile
Andrea Hlaváčková /  Peng Shuai hanno sconfitto in finale  Cara Black /  Sania Mirza per 6–4, 6–4.